# سانت-آدرس
سانت-آدرس (به فرانسوی: Sainte-Adresse) یک کمون در فرانسه است که در کانتون لو آور واقع شده‌است.

## خصوصیات
سانت-آدرس ۲٫۲۶ کیلومترمربع مساحت و ۸٬۰۶۸ نفر جمعیت دارد و ۱۰۰ متر بالاتر از سطح دریا واقع شده‌است. این شهر به دلیل مناظر و سواحل جذاب و دیدنی در قرن اخیر سوژه هنرمندان بسیاری بود که مشهورترین آنها کلود مونه نقاش امپرسیونیست است، مونه چندین تابلو از ساحل، باغ و دریای طوفانی سانت آدرس را به تصویر کشیده

## نگارخانه

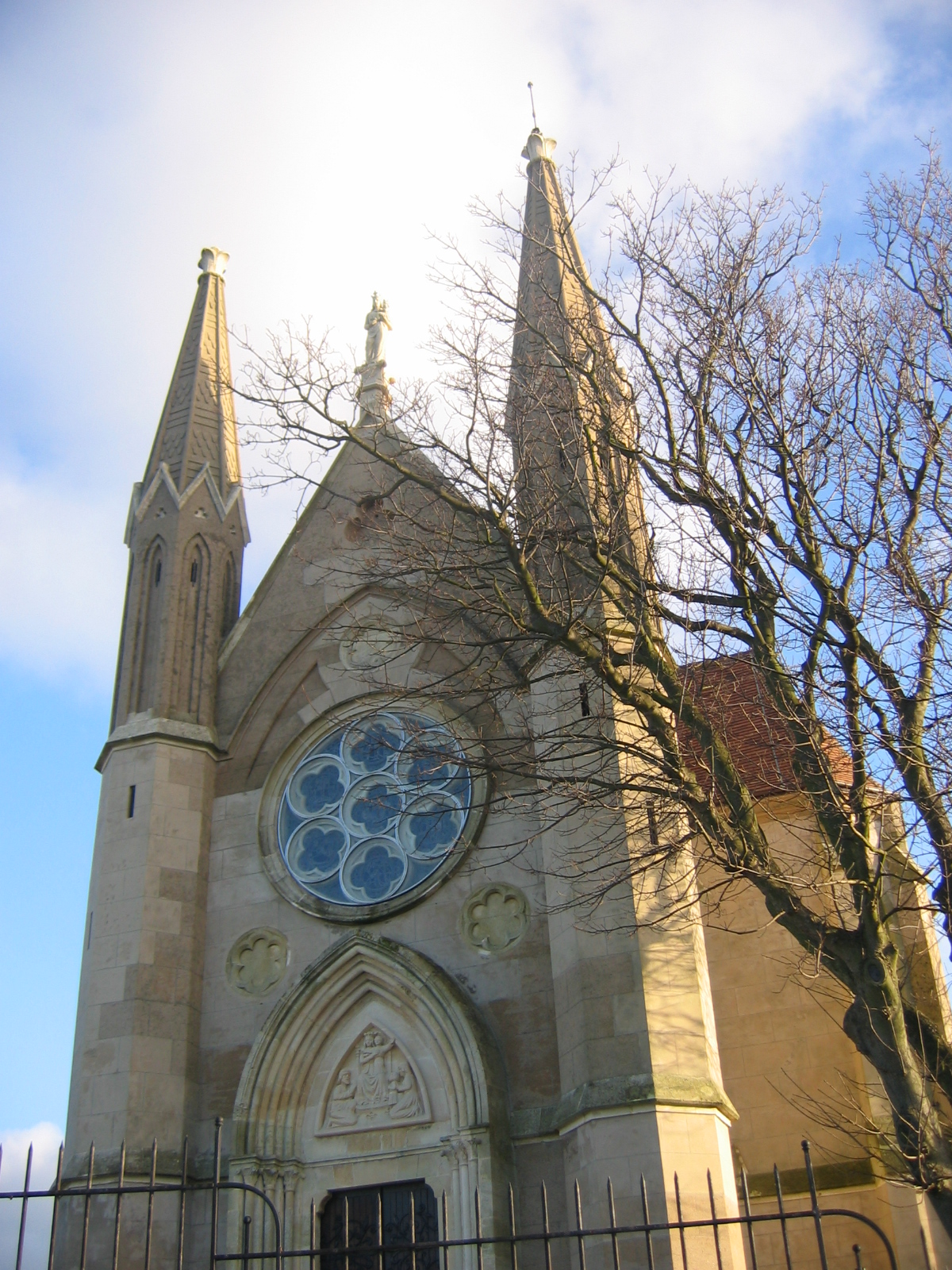
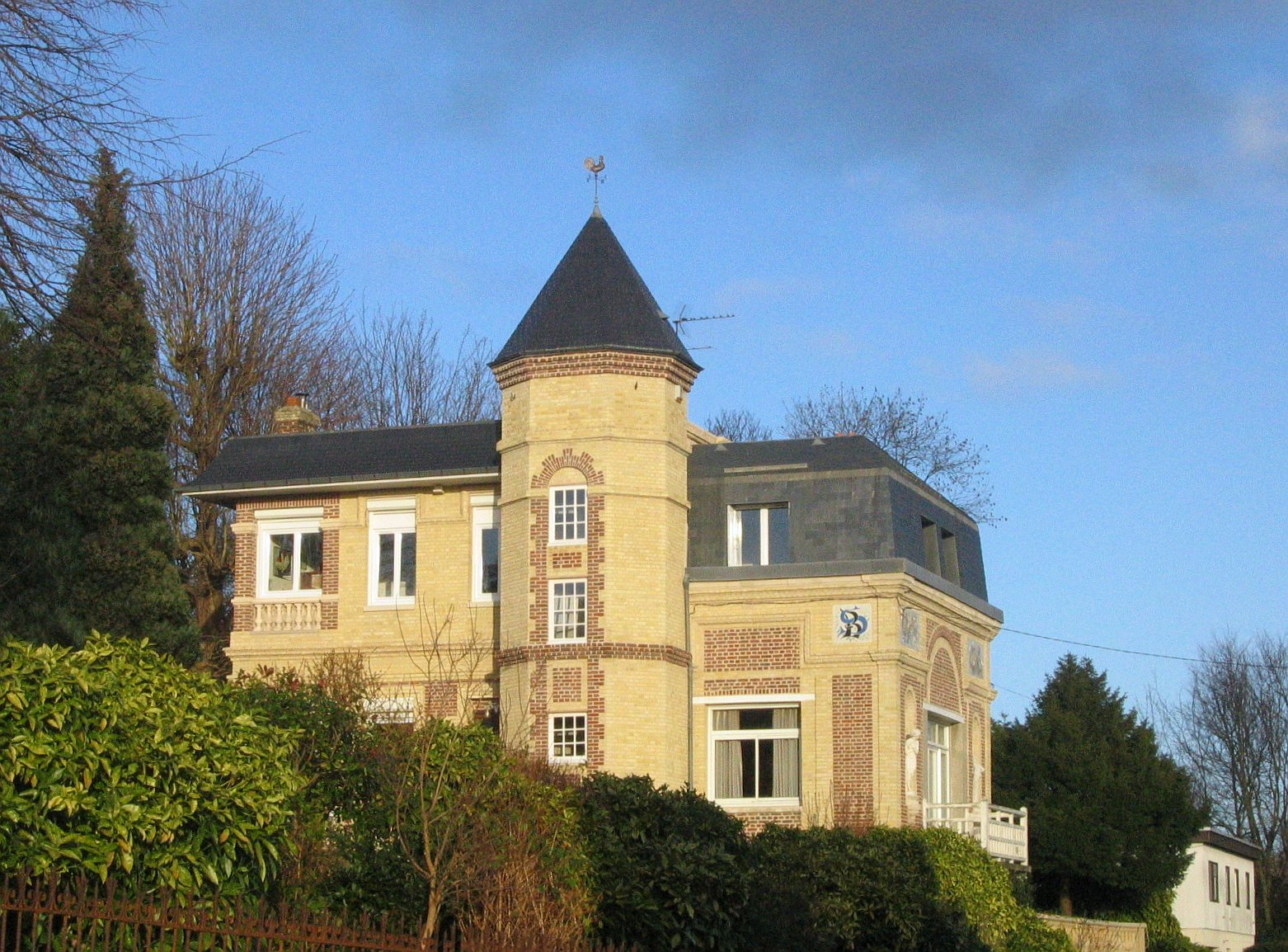
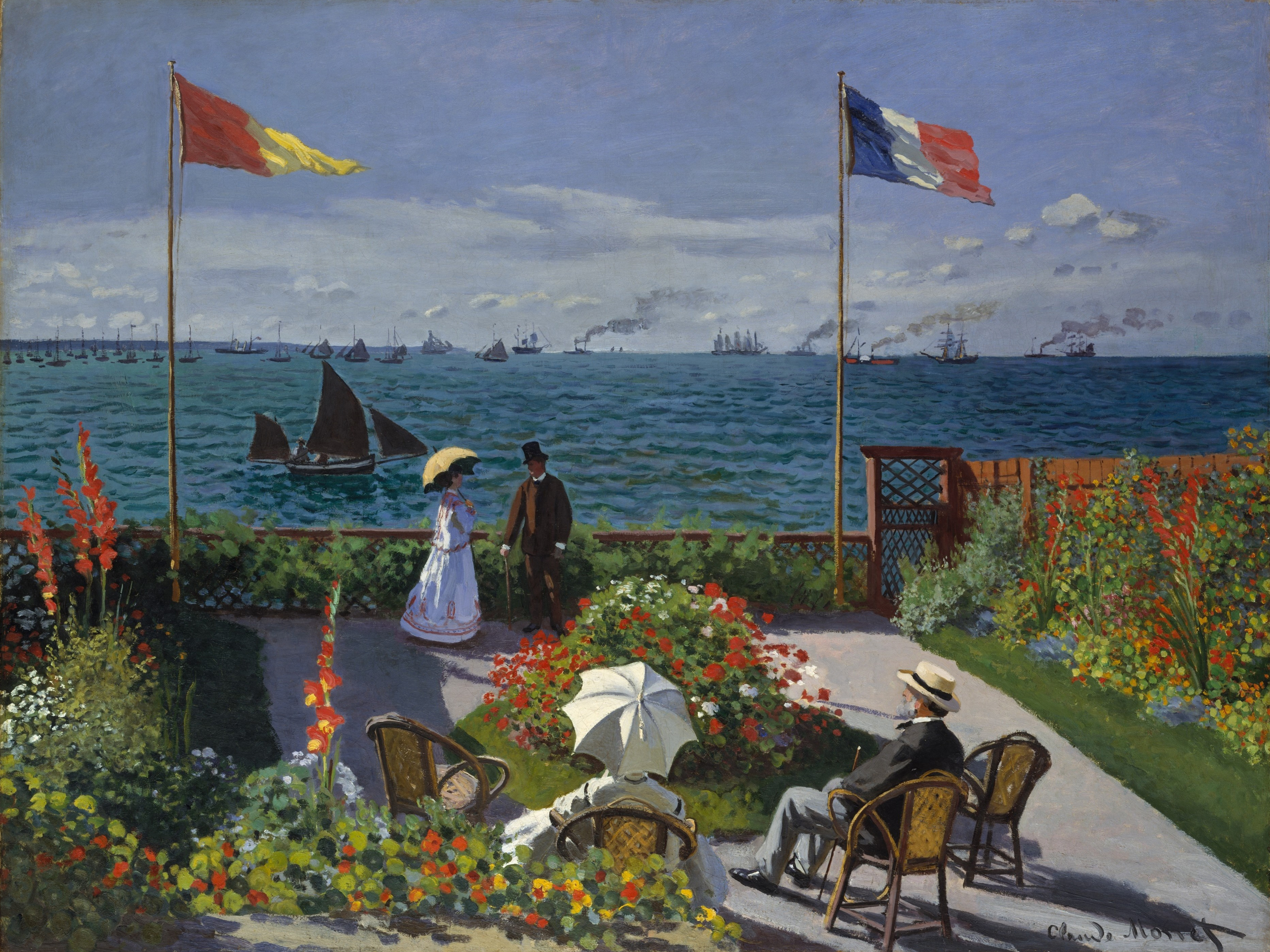
باغی در سانت-آدرس نقاشی از کلود مونه
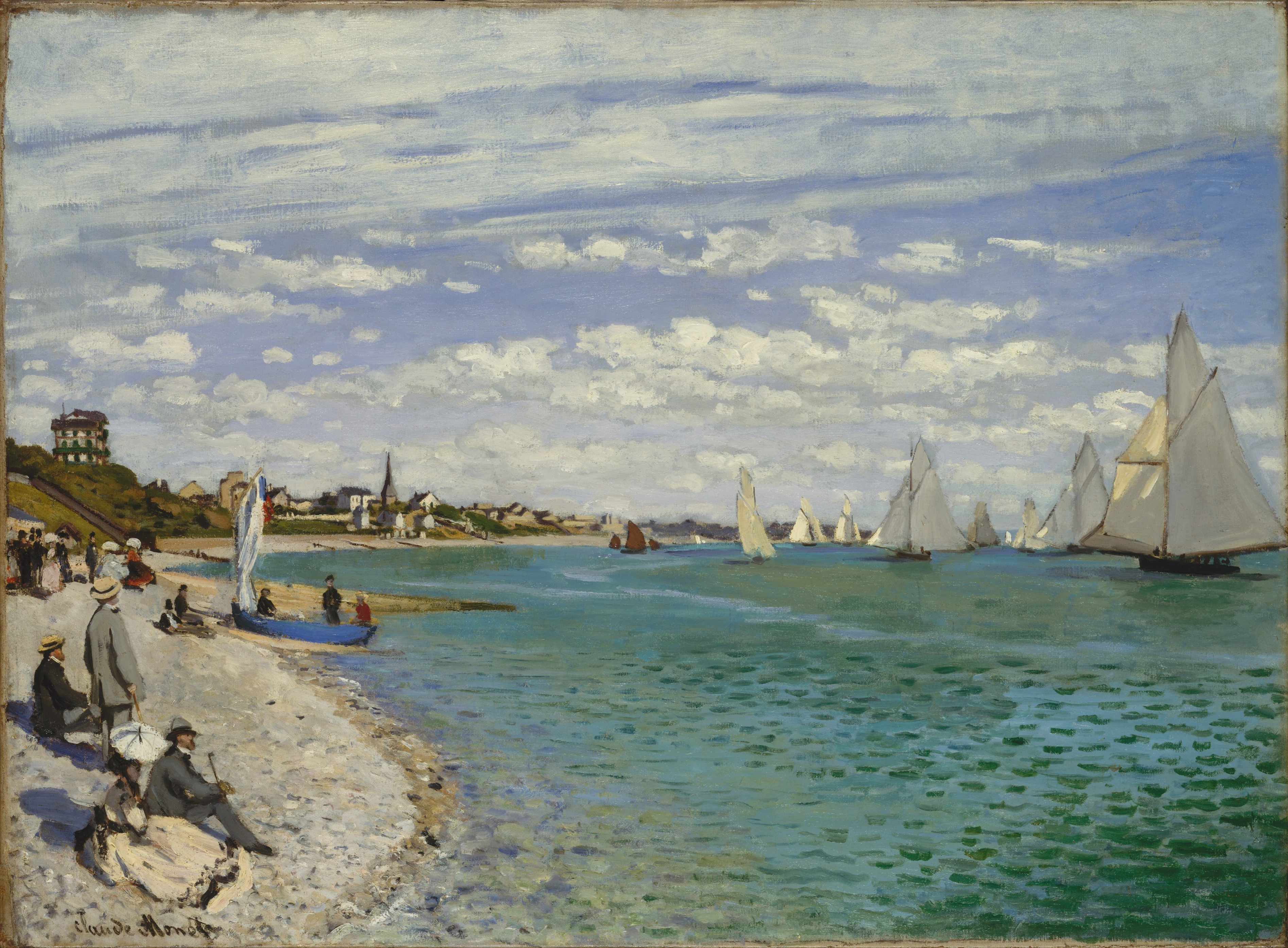
مسابقه کرجی‌رانی در سانت-آدرس نقاشی از کلود مونه